# Ewald Budde

Ewald Budde

Ewald Budde (* 18. April 1873 in Lüdenscheid; † 12. November 1966 ebenda) war ein deutscher Politiker (SPD).

## Leben
Ewald Budde besuchte von 1879 bis 1887 die Volksschule in Lüdenscheid. Danach erlernte er das Schlosserhandwerk und verdiente nach Abschluss der Lehrzeit seinen Lebensunterhalt als Werkzeugschlosser. In den 1890er Jahren trat Budde in die Sozialdemokratische Partei Deutschlands (SPD) ein. Außerdem wurde er Mitglied des Deutschen Metallarbeiterverbandes.
Ab 1902 bis vermutlich 1919 war er Vorsitzender der SPD Wahlkreisorganisation Altena-Iserlohn. 1910 wurde er zum Gewerkschaftssekretär des Metallarbeiterverbandes gewählt und 1911 wurde er Mitglied der Stadtverordnetenversammlung von Lüdenscheid. Daneben schrieb Budde auch als Redakteur für sozialdemokratische Zeitungen wie die Volksstimme oder die Volkszeitung.
Während der Novemberrevolution war er Vorsitzender des Arbeiter- und Soldatenrates in Lüdenscheid. Am 1. Februar 1919 übernahm Budde den Posten des Geschäftsführers der Konsum- und Produktionsgenossenschaft „Einigkeit“ in Lüdenscheid. Kurz darauf wurde er als Kandidat der SPD für den Wahlkreis 18 (Arnsberg) in die Weimarer Nationalversammlung gewählt.
Zwischen August 1919 und dem Jahr 1933 war Budde hauptamtlicher Beigeordneter und zweiter Bürgermeister in Hohenlimburg. Zwischen 1923 und 1925 übernahm er vertretungsweise auch das Amt des ersten Bürgermeisters. Zwischen 1921 und 1933 war er Mitglied des Kreisausschusses und Kreisdeputierter des Kreises Iserlohn.
Zu Beginn der Zeit des Nationalsozialismus verlor er seinen Posten in der Kommunalverwaltung und wurde kurzzeitig inhaftiert. Seit 1935 lebte er in Lüdenscheid.